# Crépuscule dans la nature sauvage
Crépuscule dans la nature sauvage – ou en anglais Twilight in the Wilderness – est un tableau réalisé par le peintre américain Frederic Edwin Church en 1860 dans son atelier, dans l'État de New York. Cette huile sur toile est un paysage qui représente une vallée au crépuscule. Exécutée à partir d'esquisses faites dans la nature presque deux ans plus tôt près du mont Katahdin, dans le Maine, l'œuvre est conservée depuis 1965 au Cleveland Museum of Art, à Cleveland, dans l'Ohio.